# 胶莱平原

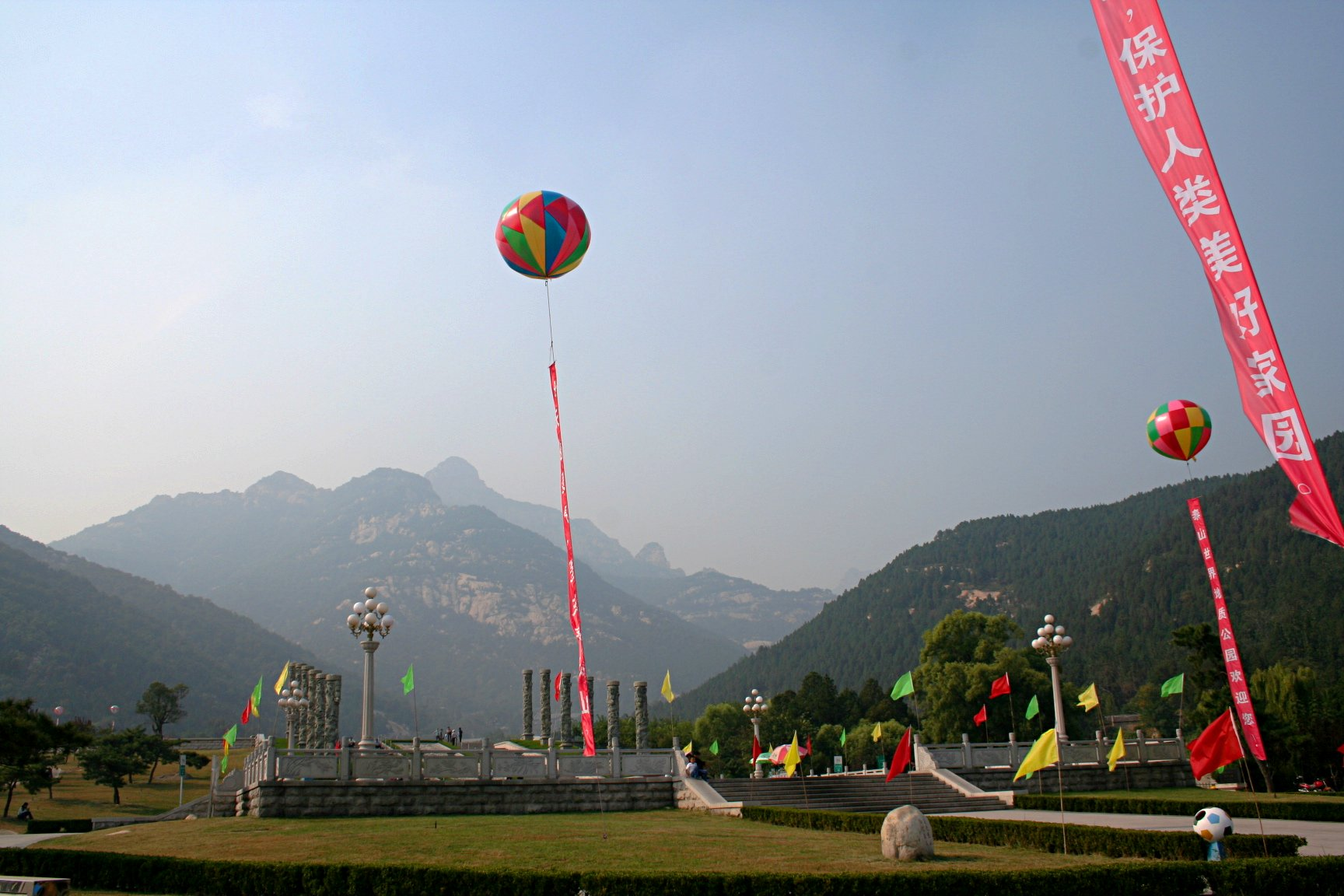
泰山一帶

胶莱平原位于中國鲁东中部、胶莱河流域，北达莱州湾，南抵胶州湾。其南、北、东三侧大致以海拔50米等高线与山地丘陵区为界，西侧大致以潍河东岸狭长地带与泰鲁沂山前倾斜平原为界。行政区属昌邑、平度、高密、胶州、即墨及莱西各县市。

## 地质特征
该区在构造上属胶莱坳陷。第三纪时期形成宽广的剥蚀准平原，第四纪以来，胶莱河沿岸接受薄层河湖相沉积。平原呈不规则四边形，西北-东南长约120公里，南北宽约60公里。平原海拔绝大部分在50米以下。古胶河与大沽河分水地在胶州北偏东20公里处之窝铺村附近，海拔约12米。平原南北两侧向胶莱河缓倾，地面坡降约1/1000。
胶莱平原由剥蚀准平原，冲积平原与河湖积平原组成。剥蚀准平原约占全区面积的1/3以上，分布在即墨北部，大沽河东侧，胶州、高密之间，昌邑东南部，以及平度西北部。即墨、高密间的准平原由中生代砂页岩构成，海拔60～80米，以缓丘起伏为特色。即墨城西的马山，孤立于剥蚀面上，海拔211米，为中生代典型火山。平度西北部剥蚀准平原表现为波状低丘，由变质岩构成，地面高程20～30米。个别低丘海拔60～100米，散布于平原上。河流冲积平原，分布于胶莱河北侧者，主要由大沽河与大泽山西及南麓诸河冲积而成，组成胶莱平原北斜面。胶莱河南侧主要为胶河鸟爪状冲积扇，平展于高密城东北。第四纪冲积层厚度不大于30米。河湖积平原分布于胶莱河沿岸地势低洼处，为全新世古湖泊淤积而成。如高密西部五龙河所汇的九穴泊，高密北部的百脉湖、夷安泽、都泺等湖，直至清代才被胶河等河流淤涸。冲积平原与河湖积平原地面高程10～20米左右。面积为全部平原的二分之一弱。此外，在莱州湾的胶莱河口与胶州湾的大沽河口段，均有全新世海积平原分布。大沽河口海积平原可顺河谷溯至蓝村附近，胶莱河口海积平原可达平度新河以南。海积平原海拔均在5～6米以下。